# Sankt Vincent kirke
Sankt Vincent kirke är en katolsk kyrka i Helsingör i Danmark. Grundstenen till kyrkan lades den 4 oktober 1928 och två år senare, den 25 oktober 1930 invigdes kyrkan. Byggnaden är ritad av Johannes Tidemand-Dal i gotisk stil för att stilmässigt följa stadens två gamla kyrkor, Helsingörs domkyrka och Sankt Mariæ Kirke. Av samma skäl användes handslaget tegel. En ny församlingssal vid sidan om kyrkan uppfördes 1991 efter ritningar av arkitekt Gabor Kali.
Kyrkan är tillägnad det franska helgonet Vincent de Paul.